# Beato Jacopone da Todi (Paolo Uccello)
Il Beato Jacopone da Todi è un affresco staccato (181x59 cm) di Paolo Uccello, databile agli inizi del 1436 e conservato nel Museo dell'Opera del Duomo di Prato.

## Storia
L'affresco proviene dalla Cappella dell'Assunta nel Duomo di Prato, dove si trovava sulla parete dietro l'altare. Venne staccato nel 1967 e collocato nel Museo dell'Opera del Duomo dove si trova ancora oggi.
La presenza del beato francescano in un ciclo di affreschi è rara. Sicuramente doveva essere legata a una richiesta diretta del committente, magari affascinato dalle prediche di san Bernardino da Siena che elogiò la sua carica spirituale in una serie di prediche, anche a Prato, dopo il ritrovamento delle spoglie a Todi nel 1433.

## Descrizione e stile
Il santo, al pari di quelli nel sottarco della cappella, è raffigurato in una nicchia con calotta a conchiglia, tipica dell'epoca, su uno sfondo rossastro che ne evidenzia la plasticità. Il volto, sofferente e profondamente espressivo, è il fulcro della composizione. Egli è vestito del saio francescano (faceva parte del gruppo detto degli Spirituali), e regge in mano un libro aperto, che cita l'inizio della sua Lauda LV: "Che farai frate Ja[co]pone, hor se' giunto al para(g)one", in riferimento ai dubbi del francescano sul ritrattare o meno le denunce contro Bonifacio VIII (sperando dal pontefice la revoca della scomunica e della prigione, nella quale rimase invece rinchiuso fino all'elezione del nuovo papa Benedetto XI, nel 1303). Si tratta anche di un'accusa contro la vanità degli interessi mondani. In basso si trova l'iscrizione che chiarifica il soggetto, pressoché unico nelle figurazioni del tempo: Beato Iacopo da Todi.
Il beato, dal volto ben squadrato, mostra i segni dell'ascesi, con la pelle rugosa sul collo e sugli zigomi, gli occhi infossati, l'espressione profonda e silenziosa. 
La parte più interessante dell'affresco è lo studio prospettico basato sul punto di vista dello spettatore, che rende visibile il lembo inferiore del saio, rivelando come l'opera fosse ottimizzata per una visione dal basso, mentre l'inclinazione della conchiglia dimostra come la nicchia immaginaria era destinata a una visione da destra, quindi a sinistra della vetrata. Anche i piedi seguono questa regola, ora scomparendo nascosti dal bordo della pedana, ora sporgendosi in avanti. Tali ricerche erano condivise, in quegli stessi anni, da Beato Angelico.
Il chiaroscuro incisivo, la resa anatomica, la solidità dell'appoggio dei piedi rimandano invece all'assimilazione della lezione di Masaccio. La figura ha un impianto di severa verticalità, forse a sottolineare il rigore morale del protagonista.